# Дембовіна
Дембовіна (пол. Dębowina, нім. Eichau) — село в Польщі, у гміні Бардо Зомбковицького повіту Нижньосілезького воєводства.
Населення — 93 особи (2011).
У 1975-1998 роках село належало до Валбжиського воєводства.

## Демографія
Демографічна структура станом на 31 березня 2011 року:
|          | Загалом | Допрацездатний вік | Працездатний вік | Постпрацездатний вік |
| -------- | ------- | ------------------ | ---------------- | -------------------- |
| Чоловіки | 41      | 6                  | 33               | 2                    |
| Жінки    | 52      | 12                 | 28               | 12                   |
| Разом    | 93      | 18                 | 61               | 14                   |